# Heteromeringia stictica
Heteromeringia stictica är en tvåvingeart som beskrevs av Mitsuhiro Sasakawa 1966. Heteromeringia stictica ingår i släktet Heteromeringia och familjen träflugor.
Artens utbredningsområde är Irian Jaya. Inga underarter finns listade i Catalogue of Life.